# السماء والأرض (أسطورة)
السماء والأرض (بالإنجليزية: the sky and the earth) هي أحد أساطير الخلق في الميثولوجيا الماورية - سكان نيوزيلندا - حيث تجري فيها أحداث فصل السماء رانجي (أبونا السماء) عن بابا (أمنا الأرض) وذلك بعد أن شعر أولادهما بالاختناق فقرروا أن يفصلا بينهما... وتخبرنا الأسطورة بأن جميع الأبناء عجزوا عن فعل ذلك ولكن الوحيد الذي استطاع القيام بهذا الفعل الذي يدعونه (الحرية) هو تاني ماهوتا الابن الأقوى والاعظم بين اخوته.

## الأسطورة
في الزمن البعيد حيث لا ليل أو نهار، ولا شمس أو قمر، ولا حقول خضراء أو رمال ذهبية، استلقى رانجي، أبونا السماء، في أحضان بابا، أمنا الأرض. ظلا ملتصقين ببعضهما حقبا طويلة، وكان أبناؤهما يتلمسون طريقهم بينهما كالعميان. لم يكن في العالم الذي عاش فيه أبناء رانجي وبابا أي نور، فتاقوا إلى الحرية، وإلى رياح تهب على رؤوس التلال، وإلى نور يدفئ أجسادهم الشاحبة.
وأخيرا صار التصاق هذا العالم الضيق لا يطاق، فزحف أبناء الأرض والسماء عبر أنفاق أرضهم الضيقة وكهوفها ليعقدوا اجتماعا. جلسوا حيث كانت بضع أشجار تتمدد نحو السماء وتلتوي أغصانها بأشكال غريبة.
ما العمل؟ تساءل أبناء الآلهة. «هل نقتل أبانا وأمنا وندخل النور؟ أم نفصلهما عن بعضها؟ علينا أن نفعل شيئا، لأننا لم نعد أطفالا نتعلق بأمنا».
دعونا نقتلهما، قال توماتاونغ.
نهض تاني ثم اعتدل حتى لامس رأسه السماء المتدلية، وقال، لا، لا يمكننا أن نقتلهما. فهما أمنا وأبونا. دعونا نفرق بينهما. دعونا نلق بالسماء بعيدا ونعش قريبا من قلب أمنا. قال هذا لأنه كان إله الشجر الذي يستمد غذاءه من التربة.
وافق جميع إخوته إلا تاوهيري ماتيا، أبو الرياح. كان يزعق بصوت حاد وهو يواجه أخاه.
رد عليه بشراسة، هذه فكرة خائبة. نحن نختبئ هنا بأمان حيث لا يطالنا أي أذى. ومن فمك خرجت هذه الكلمات، إنهما أبونا وأمنا، فإياك، يا تاني، وهذا الفعل المشين.
ضاعت کلماته وسط ضجيج الآلهة الآخرين الذي راح يتعالى في المكان المحصور، «نريد نورا. نريد متسعا من المكان نبسط فيه أطرافنا المقيدة. نريد مكانا نسرح فيه ونمرح».

### رونغو ماتاني

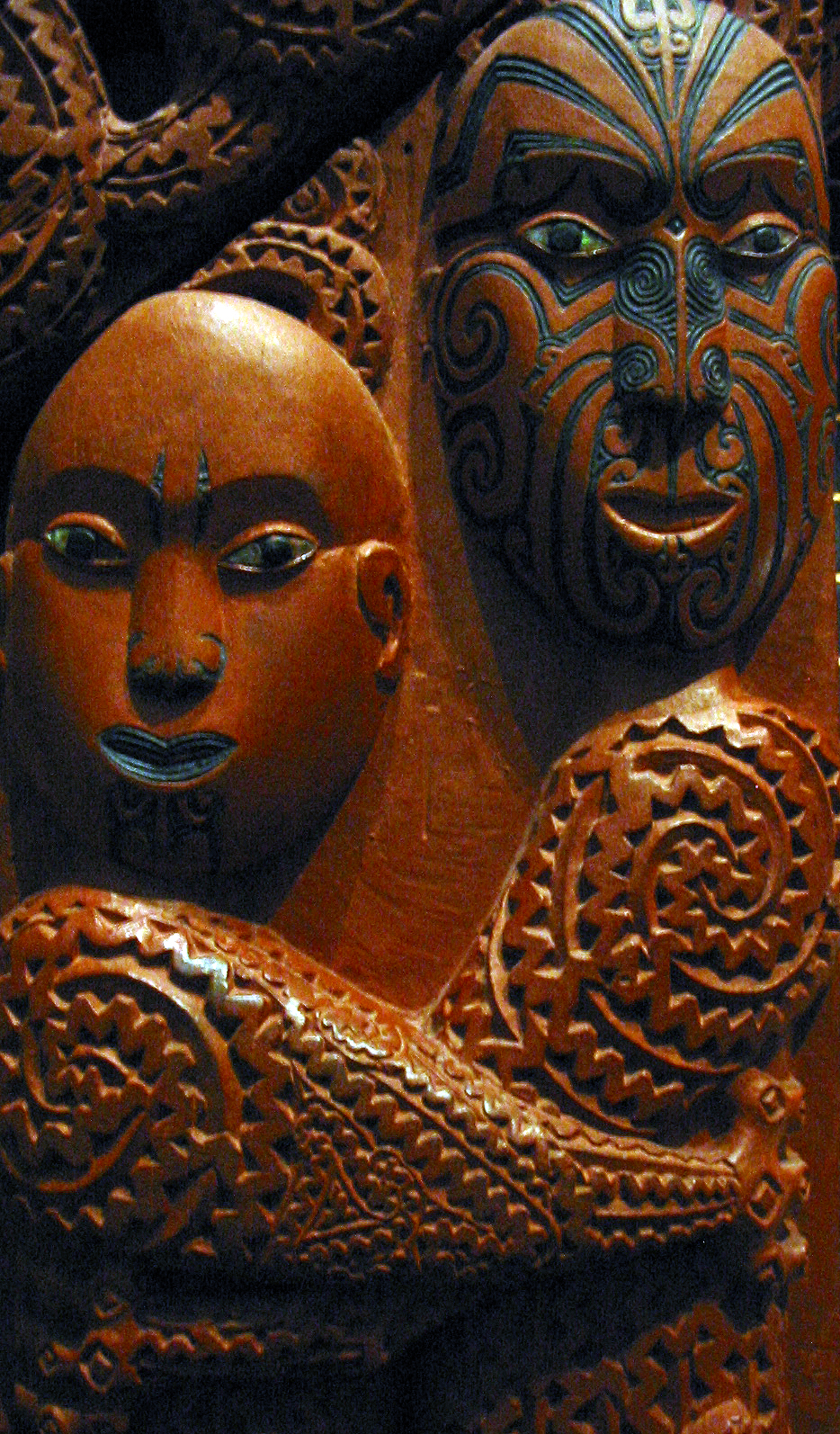
بابا ورانجي

تجاوزوا تاوهيري بينما راح رونغو ماتاني، راعي الفلاحة، وحاول أن يدفع والدنا السماء بكتفيه لكي يعتدل ظهره. كانوا يسمعون صوت نفسه متسارعا ثقيلا في الظلام، ولكن جسد رانجي لم يتزحزح، وكان الظلام يرخي سدوله الثقيلة على الآلهة. عندئذ استجمع تانغورا، إله البحر والأسماك والزواحف، قوته. ثم تلاه هاومیا تیکي تیکي، إله التوت البري والسرخس، وتبعه تو ماتاونغا، إله الحرب وأبو البشر. ولكن جهودهم ذهبت جميعها سدی.

### تاني ماهوتا
وأخيرا، نهض الإله الجبار على قدميه، إله الغابات والأطيار وكل الكائنات الحية التي تعشق النور والحرية. وقف تاني، صامتا لا يتحرك مقدار ما يستطيع الإنسان أن يحبس نفسه، ليستجمع قواه. ثم وقف على رأسه، وقدماه مغروستان في صدر أبينا السماء، ويداه تضغطان على الأرض. ثم عدل تاني ظهره ودفع السماء بقوة. ملأ الجو أنين خافت. سرى هذا الأنين في الآلهة المستلقين على الأرض، حيث سمعوا الصوت يرتعد في جسد أمنا الأرض حين شعرت بذراعي رانجي لم تعودا تمسكان بها. تعالى الأنين حتى صار زمجرة. أُلقِيَ برانجي بعيدا عن بابا، وزمجرت الرياح الغاضبة في الفضاء الذي انفتح بين السماء والأرض.
راح تاني وإخوته يتطلعون حولهم إلى أمهم وثنايا جسدها الرقيقة. وكانت تلك أول مرة يرونها بكامل حسنها وجمالها بعد أن تدفق النور في أرجاء الأرض كلها. کست كتفي بابا غلالة فضية من الضباب، وكانت الدموع التي انحدرت مدرارة من عيني رانجي أمَارةَ حزنه عليها.
تنفست الآلهة الهواء الطليق وراحت تضع الخطط لعالمها الجديد. ورغم أن تاني فرق بين والديه، إلا أنه كان يحبهما کليهما، فراح يكسو أمه جمالا لم يكن يُحلَم به في عالم الظلمات. جاء بالأشجار التي كانت أبناءه وغرسها في الأرض، لكن لأن العالم كان قيد الخلق ولأن تاني كان مثل طفل يتعلم الحكمة التي لم تولد بعد، فقد ارتكب بعض الأخطاء بغرس رؤوس الأشجار في التربة بينما جذورها البيضاء العارية تنتصب بلا حراك في الهواء.
اتكأ على ساق شجرة ليستريح، وقطب جبينه وهو ينظر إلى غابته الغريبة. لم تكن مكانا للطيور والحشرات التي كانت أبناء تاني المرحين. فزحزح شجرة كاوري عملاقة، وغرس جذورها غرسًا مكينا في التربة. ثم نظر بافتخار إلى تاج أوراقها الجميل الذي ينتصب فوق جذعها الصافي المستقيم. وكان حفيف الأوراق ألحانا في أذنيه.

### الرجال والنساء
ازدهت الأرض البهيه بحلتها الخضراء. خرج الرجال والنساء السمر من مخابئهم ليلهوا تحت أوراق روضة تاني. عاشوا بسلام مع رونغو ماتاني وهاوميا تيكي تيكي. رفع تاني ماهوتا ناظريه إلى حيث يستلقي رانجي، فكان مقرورا ورمادیا وکالحا في الفضاءات الممتدة فوق الأرض. بکی وهو يرى أباه معزولا مهجورا. ثم أخذ الشمس الحمراء ووضعها خلف رانجي ووضع القمر أمامه. كان تاني يجوب السموات العشر صعودا وهبوطا حتى وجد أخيرا رداء رائعا ذا لون أحمر براق فأخذه معه. ثم استراح سبعة أيام بعد عمله المضني، ثم نشر الرداء الأحمر فوق السماوات، من الشمال إلى الجنوب، ومن الشرق إلى الغرب، فصار رانجي يتألق ألقا. ولكنه لم يكن راضيا. إذ لم يكن الرداء يليق بأبيه. فنزعه، ولم يترك إلا قليلا عند طرف السماء حيث يمكنك أن تراه حين تغرب الشمس.
كان رانجي متعة للناظرين في النهار، وكانت بابا تتطلع إلى زوجها بافتخار، ولكن رانجي كان في الليل مظلما لا شكل له إلى أن يسطع علیه مراما، القمر، بنوره.
صرخ تاني، «أبتي العظيم، في الليالي الطويلة المظلمة تحزن الأشياء جميعا قبل أن يسطع مراما بنوره على صدرك. سأرتحل، يا أبتي، إلى آخر الفضاء لعلي أجد زينة لك». سمع تاني في مكان ما من الصمت المخيم في الأعالي البعيدة آهة ردا على صرخته.

### المنيرات
تذكر تاني المنيرات التي تلهو في الجبل العظيم في أقصى أقاصي الدنيا. فانتقل سريعا إلى نهايتها، حيث المجاهل التي لا يرى فيها وجه الأرض الباسم، إلى أن بلغ الظلات عند مونغانوي، الجبل العظيم، الذي تعيش عنده المُنيرات التي هي أبناء أخيه أورو. سلم تاني على أخيه وراحا يراقبان المنيرات تلهو بعيدا جدا على الرمال عند أسفل الجبل.
استمع أورو بينما كان تاني يقص عليه كيف فصل رانجي وبابا عن بعضهما، وأنه جاء يطلب من أخيه بعض المنيرات ليثبتها في رداء السماء. نهض أورو على قدميه وصاح بصوت تردد کالهزيم على سفوح الجبل. سمعت المنيرات نداءه، فتوقفت عن اللعب وجاءت تمرح إلى أبيها على قمة الجبل. بينما كانت المنيرات تقترب، صار بإمكان تاني أن يراها وهي تتدحرج، حيث كانت كل منيرة تشبه العين في شكلها، فكانت تتألق وتتلألأ وتضيء الجبل كله.
وضع أورو قُفَّةً أمام تاني، فغمسا أذرعتهما معا في كتلة الأنوار المتألقة وكوما المنيرات في القفة. حملها تاني وتوجه إلى أبيه من فوره. وضع أربعة أنوار مقدسة في أركان السماء الأربعة، ثم رتب خمسة أنوار متألقة على شكل صليب وزین بها صدر رانجي؛ أما أبناء النور الصغار فقد رصع بهم ثوب أبيه.
تتدلى القفة في السماء الواسعة حيث يمكننا أن نرى ضوءها الخافت، ذلك الضوء الذي نسميه درب التبانة. وهذا النور هو الذي يؤوي المنيرات ويحمي أبناء النور. وحين تغيب الشمس لتستريح، تتلألأ النجوم متألقة ويستلقي تاني على ظهره ويراقب أباه وهو ينشر رداءه حتى تمتلئ السماء بزينة رانجي وألق المنيرات.

### حريتهم الجديدة
بينما كان تاني ومن تشبث معه من إخوته بأمنا الأرض سعداء في حريتهم الجديدة، كان تاوهيري ماتيا ذو الجبين الأسود يمسك الرياح بتجويف يده، وينتظر سانحة. رأی تاني يسير على غير هدى في الغابة. وفي وسط البحر رأي أخاه تانغارو الذي يعيش راضيا مرضيا مع حفيديه، إيكاتيري، والد الأسماك، وتوتي ويهي ويهي، والد الزواحف. فنهض يتسامی مثل سحابة سوداء مدلهمة تخيم على اليابسة والبحر البعيد. فتح يده وقذف الرياح في الفضاءات الخالية وانقض من تحت أثواب أبيه، متسربلا بسحب رعدية داكنة وبرق يومض. كان يندفع فوق الأرض اندفاعا. انحنت الأشجار حين بلغتها الرياح الأولى. ثم جاء بعد ذلك تاوهيري ماتيا والعاصفة. اقتلعت الأشجار من جذورها، وحين سكنت الريح كانت الغابة خاوية على عروشها.
هب إله العواصف مسرعا إلى حافة المحيط. غلى الماء وانتفض مذعورا. نهض الموج حتى بدا كأن البحر يفرغ نفسه ويتلاشى في عاصفة الرذاذ المتطاير وحطام العواصف. برز قعر البحر الخاوي في الوديان الفاغرة بين الأمواج، فهرب تانغارو وحفيداه عبر ودیان مملكتهم الكائنة تحت البحر.
صاح توتي ويهي ويهي، «هيا نَطِرْ إلى ملجأ الغابة». ولكن إيكاتيري أجابه، «البحر ملاذنا الوحيد حين تغضب الآلهة». وهكذا انقسم أبناء حفيدي تانغارو. فهرب توتي ويهي ويهي مع الزواحف إلى البر، بينما خبأ إيكاتيري أبناءه في البحر. وكانت أصواتهم وهم يفترقون تعلو فوق صراخ تاوهيري ماتيا.
صاح إيكاتيري، «طيروا إلى الداخل. إلى داخل اليابسة. ولكن حين تصطادون، وقبل أن تطبخوا للأكل، سيحرقون حراشفكم بالسرخس الحارق».
فرد عليه توتي ويهي ويهي، «أما أنتم، يا من تهربون إلى البحر، فدوركم آت لا محالة. فحين تقدم سلال الخضار الصغيرة للجياع، فستوضعون فوق الطعام لتعطوه نكهة».
وهكذا تسبب تاوهيري ماتيا في شقاق لا يرحم، لأن تانغارو لم يغفر لأبنائه الذين هربوا إلى تاني صاحب اليابسة. فحين تزأر الرياح، يقذف تانغارو أمواجه على اليابسة محاولا أن يحطم مملكة تاني الجميلة ويغطيها بأمواج البحر الشريرة؛ ولكن حين تسكن الريح وتهدأ المياه، يتسلل أبناء تاني وبناته في قواربهم ليصطادوا أبناء تانغارو ويستخدموهم لإضفاء نكهة على سلال الخضار لدى بني البشر.
لم يخب غضب تاوهيري. انقض على تو ماتاونغا، مخلفا وراءه دمارا هائلا. زأر البحر زئيرا غاضبا، فانزوى عمالقة الغاب محطمين بين الغياض، ولكن تو ماتاونغا ظل منتصب القامة لا ينحني أمام هبوب العواصف الشديدة. نادی تاوهيري كل رياحه لتنجده، ولكن تو تحداه إلى أن عاد تاوهيري في نهاية المطاف إلى والده السماء، بعد أن هزمه أبو البشر.
نظر تو إلى الغابات المحطمة والبحر المهزوم، فقال مفتخرا، «أنا قاهر كل شيء. لن يخاف أبنائي من أبناء الريح؛ سيكون أبناء تاني عبيدا لهم، والبحر سيطيعهم حين يركبون الموج في القوارب التي سيعطيهم إياها تاني. سيكون السمك والطير والجزر والتوت طعاما لهم. أنا تو!».
ولهذا السبب يتسيد أبناء تو ماتاونغا في الغاب والبحر.

### تانييخلق الطيور
مرت الأيام سراعا بأمر من الشمس بينما كان تاني يخلق الطيور ويطلقها لتنساب مع الريح، وظل هذا دأبه حتى امتلأ الهواء بأغاني ذوات الريش. هكذا خُلقت، ولكنها حتى الآن لم تكن تعرف أين تجد طعامها. استدعاها تاني وأمرها بالطيران إلى توتو وكراكا وغيرهما لتجد طعامها في شعرها. طارت الطيور إلى هناك، فوجدت ما لذ وطاب من التوت، حيث إن توتو وكراكا من الأشجار، والطيور لا تزال تجد بين أوراق الغابات الحشرات والتوت والعسل، وكلها أطعمة خصصها لها تاني.
تقادم العهد على الدنيا، وتكاثر أبناء تاني الصغار من ذوات الريش. نزل بعضهم إلى البحر ولعب في وسط المياه العظيمة، أو على الرمال الرطبة المتألقة عند ملتقى الماء باليابسة؛ ولكن معظمهم توجه إلى داخل اليابسة بين الأنوار الساطعة وظلال الأشجار الباردة، فصدحت الغاب بموسيقى أصواتهم. وبعض منهم لم يكن يخرج إلا في الليل ويتسلل في الظلام بينما البقية نيام. كان كل طير يعرف موطنه وموعد غدوه ورواحه وماذا يغني وماذ يأكل. الكل كان يعرف ذلك إلى أن زار کاواو المتبجح، غَاقُ الأنهار، ابن عمه غاق البحار. قدم لكاواو الأنهار سمكة ليأكلها، ولكنه حين ابتلعها علق حسكها في حلقه.
فقال كاواو، «آها، عليك أن تأتي إلى مكان صيدي وسأريك أسماك الأنقليس التي لا شك فيها. في مملكتي أسماك أفضل من أسماكك بألف مرة». ثم أخذ ابن عمه معه، وحين اصطاد غاق البحار سمكة أنقليس ووجد کلام کاواو صادقا، توسل إلى ابن عمه أن يشركه في مملكة الأنهار. ولما رأی کاواو صاحب الأنهار كيف انزلقت السمكة بسرعة داخل بلعوم ابن عمه، ندم على تبجحه علانية، فطرده من مملكته. هب غاق البحار مسرعا، وأشاع خبر الأسماك الرائعة التي لا تمسك فيها وتسبح في مياه الأنهار العذبة. اجتمعت طيور البحر وشكلت سربا هائلا واتجهت إلى داخل اليابسة لتهاجم طيور البر.. وصباح المعركة أعلن بيتوي وي أبو الحناء النفير العام، فاجتمعت طيور البر جميعا.

### الحرب
سأل کاواو، «من سيكون الكشاف؟ من سيستطلع لنا ويعلمنا بمجيئهم؟».
فقال کوي کويا الوقواق، «أنا سأكون الكشاف، وسأستطلع عندما يقبلون». وفي الحال رأى کوي کویا سحابة من الطيور مقبلة من البحر.
«كو أووووي!» سمعت الطيور صرخته، ثم أتبعتها صرخة «آها!» بعيدة أطلقها کاروري النورس يرد على التحدي.
سأل کاواو، «من سيرد على ندائهم الحربي؟».
فقالت الحمامة ذات الذيل المروحي، «أنا. وبذيلي الخفاق سأرد على تحديهم».
سأل کاواو، «من سيقود أغنية الحرب؟».
قال طائر توي، «أنا. دع هونغي الغراب، وتيروكا أبا سرج، وواروروا الواقواق القصير الذيل، وكوكو الحمامة يساعدوني، وسأقود أغنية الحرب».
وحين انتهت أغنيتهم، واجه کاواو الطيور الغاضبة، فصاح، «من سيبدأ القتال؟».
صاح رورو البوم، «أنا سأبدأ القتال. بمنقاري ومخالبي سأبدأ القتال». ثم قام من عشه وانقض على طيور البحر، تتبعه سحابة هائلة من طيور البر. حمي الوطيس وتناثر الريش مثل دف الثلج بينما كانت الشمس تتوسط قبة السماء.
وأخيرا خافت طيور البحر، وازداد هجوم طيور البر ضراوة حتى تخاذلت صفوف طيور البحر وتهاوت، عندئذ ولت الأدبار وطارت إلى موطنها. وظلت قهقهة البط الرمادي الساخرة تدوي في أسماعهم طيلة طيرانهم. «كي كي كي كي!» ضحك البط باریرا بينها أسراب النوارس تنداح مثل سحابة تذروها الرياح.
لم يعد طير البحر يأكل طعام طير البر، وحل بينهما الوئام التام الذي صنعه تاني ماهوتا بیدیه حین فصل رانجي عن بابا وحل النور.

### الهبوط
شاهد تاني جمال الأرض والسماء ولكنه لم يكن راضيا. أحس بأن عمله لن ينتهي إلا إذا امتلأت بابا رجالا ونساء. كان عند تاني وإخوته أطفال، ولكنهم آلهة سماويون خالدون لا تناسبهم الأرض ومعاشها.
هبط الآلهة إلى الأرض ومن التربة الحمراء الدافئة صنعوا صورة امرأة. كانت مليحة المنظر، رقيقة البشرة، مستديرة القوام، ذات شعر طويل أسود، ولكنها كانت باردة لا حياة فيها. عندئذ انحنی تاني ونفخ في منخرها. رفرف حاجباها وتفتحا، فتلفتت حولها إلى الآلهة الذين كانوا يحملقون فيها بشدة. ثم عطست. لقد تغلغل فيها نفس تاني فصيرها امرأة نابضة بالحياة.
طهرها الآلهة وأسموها هينا آهو أوني، أي المرأة المخلوقة من التراب. تزوجها تاني وأنجبا عدة بنات.
تيكي، الرجل الأول، خلقه تو ماتاونغا، إله الحرب. صار والد الرجال والنساء الذين صارت الأرض آهلة بهم، وورثوا من تاني ما صنعه لهم من مجد وعجائب.